# مسابقات جهانی ژیمناستیک هنری ۱۹۸۷

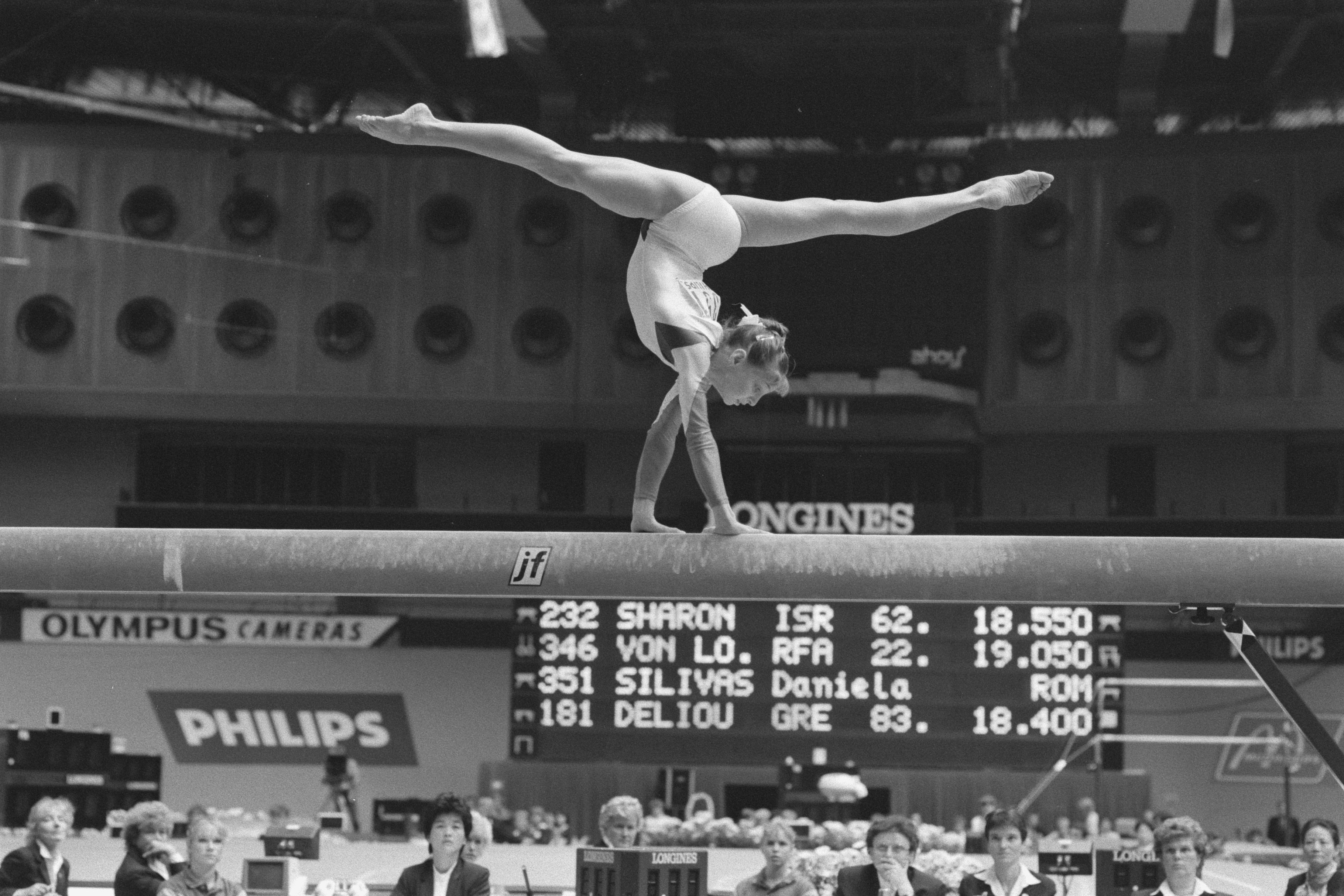
تمرکز و استرس در کنار هم موفقیت را خلق میکند

مسابقات جهانی ژیمناستیک هنری ۱۹۸۷ بیست و چهارمین دوره مسابقات جهانی ژیمناستیک هنری است که در رتردام، هلند از ۱۹ تا ۲۵ اکتبر ۱۹۸۷ میلادی برگزار شده است.

## جدول مدال‌ها
| رتبه | کشور               | طلا | نقره | برنز | مجموع |
| ۱    | اتحاد جماهیر شوروی | ۸   | ۷    | ۲    | ۱۷    |
| ۲    | رومانی             | ۵   | ۱    | ۴    | ۱۰    |
| ۳    | چین                | ۲   | ۲    | ۰    | ۴     |
| ۴    | آلمان شرقی         | ۲   | ۰    | ۴    | ۶     |
| ۵    | مجارستان           | ۱   | ۰    | ۱    | ۲     |
| ۶    | کانادا             | ۰   | ۱    | ۰    | ۱     |
| ۷    | بلغارستان          | ۰   | ۰    | ۳    | ۳     |